# Gloire du sport
Le titre de Gloire du sport honore les anciens sportifs, dirigeants sportifs, entraîneurs et journalistes sportifs ayant brillé au service du sport français. Cet honneur, calqué sur le modèle nord-américain de Hall of Fame, est créé par Monique Berlioux lorsqu'elle succède à Alfred Schoebel à la présidence de la Fédération des internationaux du sport français en 1993.

## Histoire
La cérémonie des Gloires du sport a pour objectif de récompenser des champions et des personnalités ayant eu un parcours exemplaire et qui ont porté haut les couleurs du sport français. La première promotion des Gloires du sport compte 25 personnalités. Cette liste est révélée le 12 mars 1993. Chaque année, une nouvelle promotion est dévoilée, portant à 355 personnalités du monde sportif français le contingent des Gloires du sport fin 2019. Parmi les critères de sélection, si la personnalité est encore vivante, un délai de 10 ans est nécessaire entre la fin de la carrière et la désignation comme Gloire du sport. Ce délai est à l'origine de 20 ans. Les résultats sportifs ne sont pas les seuls critères pris en compte. L'implication dans la société et le rayonnement de la personnalité sont également considérés.

## Les Gloires du sport
Cette liste reste très confidentielle jusqu'à la publication de l'ouvrage de Monique Berlioux en 2009.
| Sportifs ou équipe                                                        | Discipline                                         | Promotion |
| ------------------------------------------------------------------------- | -------------------------------------------------- | --------- |
| Clément Ader                                                              | aviation                                           | 1994      |
| Georges Aillères                                                          | rugby à XIII                                       | 2020      |
| Pierre Albaladejo                                                         | rugby à XV                                         | 2004      |
| Émile Allais                                                              | ski alpin                                          | 1993      |
| Luc Alphand                                                               | ski alpin                                          | 2014      |
| Manuel Amoros                                                             | football                                           | 2017      |
| Guy Amouretti                                                             | tennis de table                                    | 2004      |
| Georges André                                                             | athlétisme                                         | 1993      |
| Michel Andrieux                                                           | aviron (en duo avec Jean-Christophe Rolland)       | 2019      |
| Jacques Anquetil                                                          | cyclisme                                           | 1993      |
| Émile Anthoine                                                            | athlétisme                                         | 1995      |
| Roger Antoine                                                             | basket-ball                                        | 2008      |
| Joseph Apesteguy                                                          | pelote basque                                      | 1993      |
| Catherine Arnaud                                                          | judo                                               | 2022      |
| Florence Arthaud                                                          | voile                                              | 2019      |
| Fred Arroyo                                                               | volley-ball                                        | 2020      |
| Jacques Augendre                                                          | écrivain/journaliste spécialiste cyclisme          | 2015      |
| Jacqueline Auriol                                                         | aviation                                           | 1995      |
| Isabelle Autissier                                                        | aventure                                           | 2011      |
| Félicia Ballanger                                                         | cyclisme                                           | 2010      |
| Roger Bambuck                                                             | athlétisme                                         | 2001      |
| Guy Basquet                                                               | rugby à XV                                         | 1998      |
| Maryse Bastié                                                             | aviation                                           | 1997      |
| Albert Batteux                                                            | football, entraîneur                               | 1995      |
| Roger Beaufrand                                                           | cyclisme                                           | 2008      |
| Jean de Beaumont                                                          | tir, dirigeant                                     | 1998      |
| Jean Behra                                                                | motocyclisme, sport automobile                     | 2002      |
| Yves Bergougnan                                                           | rugby à XIII et XV                                 | 2009      |
| Monique Berlioux                                                          | natation, dirigeante                               | 2005      |
| Suzanne Berlioux                                                          | natation, dirigeante                               | 2001      |
| Marcel Bernard                                                            | tennis                                             | 2002      |
| Michel Bernard                                                            | athlétisme                                         | 2002      |
| Colette Besson                                                            | athlétisme                                         | 2004      |
| Jean-Paul Beugnot                                                         | basket-ball                                        | 2013      |
| Louis Blériot                                                             | aviation                                           | 1995      |
| Louison Bobet                                                             | cyclisme                                           | 1993      |
| Robert Bobin                                                              | athlétisme, entraîneur, dirigeant                  | 2003      |
| Henry Boerio                                                              | gymnastique                                        | 2019      |
| Philippe Boisse                                                           | escrime                                            | 2006      |
| Raymond Boisset                                                           | athlétisme                                         | 1998      |
| Rolland Boitelle                                                          | escrime, dirigeant                                 | 2004      |
| Jean Boiteux                                                              | natation                                           | 1995      |
| Adrienne Bolland                                                          | aviation                                           | 1999      |
| Alain Bombard                                                             | scientifique                                       | 2000      |
| René Bondoux                                                              | escrime                                            | 1996      |
| Honoré Bonnet                                                             | ski alpin, entraîneur                              | 1996      |
| François Bonlieu                                                          | ski                                                | 2019      |
| Marguerite Bordes-Broquedis                                               | tennis                                             | 2001      |
| Jean Borotra                                                              | tennis                                             | 1993      |
| Élisabeth Boselli                                                         | aviation                                           | 2002      |
| Hélène Boucher                                                            | aviation                                           | 1996      |
| Jean Bouin                                                                | athlétisme                                         | 1993      |
| André Bourreau                                                            | judo                                               | 2024      |
| Christian Boussus                                                         | tennis                                             | 2000      |
| Joël Bouzou                                                               | pentathlon moderne, personnalité                   | 2016      |
| Gilbert Bozon                                                             | natation                                           | 1999      |
| Georges Briquet                                                           | journaliste                                        | 2008      |
| Jean-Claude Brondani                                                      | judo                                               | 2012      |
| Élie Brousse                                                              | rugby à XIII                                       | 2018      |
| Jacques Brugnon                                                           | tennis                                             | 1994      |
| Pierre Brunet                                                             | patinage artistique (en couple avec Andrée Joly)   | 1994      |
| Georges Buchard                                                           | escrime                                            | 1999      |
| André Buffière                                                            | basket-ball                                        | 1995      |
| Jehan Buhan                                                               | escrime                                            | 1996      |
| Robert Busnel                                                             | basket-ball, dirigeant                             | 1994      |
| Jacques Cachemire                                                         | basket-ball                                        | 2016      |
| Alain Calmat                                                              | patinage artistique                                | 1996      |
| Renée Camu                                                                | aviron                                             | 2005      |
| Christine Caron                                                           | natation                                           | 1997      |
| Georges Carpentier                                                        | boxe anglaise                                      | 1993      |
| Michel Carrega                                                            | Tir sportif                                        | 1998      |
| Christian Carrère                                                         | rugby à XV                                         | 2000      |
| Philippe Cattiau                                                          | escrime                                            | 1997      |
| Urbain Cazaux                                                             | ski, dirigeant                                     | 2019      |
| Marcel Cerdan                                                             | boxe anglaise                                      | 1993      |
| Michel Chapuis                                                            | canoë-kayak                                        | 2022      |
| Armand Charlet                                                            | alpinisme                                          | 1998      |
| Philippe Chatrier                                                         | tennis, dirigeant                                  | 2004      |
| Pierre Chayriguès                                                         | football                                           | 1994      |
| Jacky Chazalon                                                            | basket-ball                                        | 2003      |
| Eugène Christophe                                                         | cyclisme                                           | 2003      |
| Robert Christophe                                                         | natation                                           | 2010      |
| Roger Closset                                                             | escrime                                            | 2012      |
| Jean-Paul Coche                                                           | judo                                               | 2011      |
| Henri Cochet                                                              | tennis                                             | 1993      |
| Anne-Marie Colchen                                                        | athlétisme                                         | 2002      |
| Claude Collard                                                            | judo, dirigeant                                    | 2003      |
| Pierre Coquand                                                            | volley-ball                                        | 2023      |
| Charles de Coquereaumont                                                  | canoë-kayak, dirigeant                             | 2007      |
| Daniel Costantini                                                         | handball, personnalité                             | 2011      |
| Jean Cottard                                                              | escrime, entraîneur                                | 2012      |
| Pierre de Coubertin                                                       | dirigeant                                          | 1994      |
| Roger Couderc                                                             | journaliste spécialiste rugby                      | 2023      |
| Roger Coulon                                                              | lutte, dirigeant                                   | 1999      |
| Henri Courtine                                                            | judo, entraîneur, dirigeant                        | 2001      |
| James Couttet                                                             | ski alpin, entraîneur                              | 1994      |
| René Crabos                                                               | rugby à XV                                         | 1995      |
| Michel Crauste                                                            | rugby à XV                                         | 1999      |
| Marceau Crespin                                                           | administration                                     | 2005      |
| Eugène Criqui                                                             | boxe anglaise                                      | 1995      |
| Richard Dacoury                                                           | basket-ball                                        | 2011      |
| Alain Danet                                                               | hockey sur gazon, dirigeant                        | 2007      |
| André Darrigade                                                           | cyclisme                                           | 2001      |
| Julien Darui                                                              | football                                           | 1994      |
| Alexandra David-Néel                                                      | exploratrice                                       | 2004      |
| Danièle Debernard                                                         | ski alpin                                          | 2009      |
| Henri Debrus                                                              | militaire                                          | 2006      |
| Jean Debuf                                                                | haltérophilie                                      | 2007      |
| Lucie Décosse                                                             | judo                                               | 2023      |
| Max Decugis                                                               | tennis                                             | 2002      |
| Henri Deglane                                                             | lutte                                              | 1994      |
| Jean Degros                                                               | basket-ball                                        | 2018      |
| Gaston Delaplane                                                          | aviron                                             | 1996      |
| Henri Delaunay                                                            | football, dirigeant                                | 2005      |
| Henri Desgrange                                                           | journaliste                                        | 1994      |
| René Desmaison                                                            | alpinisme                                          | 2008      |
| Bernard Destremau                                                         | tennis                                             | 1998      |
| Brigitte Deydier                                                          | judo                                               | 2012      |
| Stéphane Diagana                                                          | athlétisme                                         | 2016      |
| Jean Djorkaeff                                                            | football                                           | 2013      |
| Maxime Dorigo                                                             | basket-ball                                        | 2011      |
| Raymond Dot                                                               | gymnastique artistique                             | 2002      |
| David Douillet                                                            | judo                                               | 2020      |
| Georges Dransart                                                          | canoë-kayak, dirigeant                             | 1997      |
| Guy Drut                                                                  | athlétisme                                         | 1997      |
| Jacqueline du Bief                                                        | patinage artistique                                | 1995      |
| Hervé Dubuisson                                                           | basket-ball                                        | 2012      |
| Nicole Duclos                                                             | athlétisme                                         | 1999      |
| Roger Ducret                                                              | escrime                                            | 1995      |
| André Dufraisse                                                           | cyclisme                                           | 2005      |
| René Duhamel                                                              | aviron                                             | 1996      |
| François Dujardin                                                         | volley-ball                                        | 1996      |
| Yves du Manoir                                                            | rugby à XV                                         | 1994      |
| Pierre Durand                                                             | équitation                                         | 2023      |
| Françoise Dürr                                                            | tennis                                             | 2023      |
| Adrien Duvillard                                                          | ski alpin                                          | 2011      |
| Henri Eberhardt                                                           | canoë-kayak                                        | 2005      |
| Tony Estanguet                                                            | canoë-kayak                                        | 2024      |
| Boughéra El Ouafi                                                         | athlétisme                                         | 1995      |
| Annie Famose                                                              | ski alpin                                          | 2001      |
| Jacques Ferran                                                            | journaliste et dirigeant                           | 2017      |
| Albert Ferrasse                                                           | rugby à XV, dirigeant                              | 2002      |
| Alain Feuillette                                                          | canoë-kayak                                        | 2015      |
| Isabelle Fijalkowski                                                      | basket-ball                                        | 2019      |
| Just Fontaine                                                             | football, entraîneur                               | 1995      |
| Guy Forget                                                                | tennis                                             | 2024      |
| Henri Foures                                                              | rugby, dirigeant                                   | 2018      |
| Jacques Fouroux                                                           | rugby à XV                                         | 2013      |
| Équipe du Clermont Université Club                                        | basketball                                         | 2019      |
| Équipe de France masculine olympique 1984                                 | football                                           | 2018      |
| Équipe de France masculine 1995                                           | handball                                           | 2015      |
| Équipe de France de vol relatif à 4 (1986-1994)                           | parachutisme                                       | 2016      |
| Équipe de France d'aviron aux championnats du monde d'aviron 1993         | aviron                                             | 2023      |
| Équipe de France mixte 1966 à Portillo                                    | ski alpin                                          | 2017      |
| équipe de France de rugby à XV (1977)                                     | rugby à XV                                         | 2020      |
| Équipe de France féminine de biathlon aux Jeux olympiques d'hiver de 1992 | biathlon                                           | 2024      |
| Roger Frison-Roche                                                        | alpinisme, journaliste                             | 1997      |
| Jean Galfione                                                             | saut à la perche                                   | 2014      |
| Lucien Gamblin                                                            | football, journaliste                              | 2000      |
| Jean Garaialde                                                            | golf                                               | 1996      |
| Edward Gardère                                                            | escrime                                            | 1996      |
| Renée Garilhe                                                             | escrime                                            | 2010      |
| Maurice Garin                                                             | cyclisme                                           | 1997      |
| Gustave Garrigou                                                          | cyclisme                                           | 2008      |
| Roland Garros                                                             | aviation                                           | 1997      |
| Jean-Pierre Garuet-Lempirou                                               | rugby à XV                                         | 2022      |
| Jean-Philippe Gatien                                                      | tennis de table                                    | 2013      |
| Lucien Gaudin                                                             | escrime                                            | 1994      |
| Pascal Gentil                                                             | taekwondo                                          | 2024      |
| Alain Gerbault                                                            | nautisme                                           | 1993      |
| Maurice Gicquel                                                           | alpinisme                                          | 2011      |
| Alain Giletti                                                             | patinage artistique                                | 1998      |
| Alain Gilles                                                              | basket-ball                                        | 2007      |
| Alain Giresse                                                             | football                                           | 2019      |
| Jacques Goddet                                                            | journaliste                                        | 1995      |
| Christine Goitschel                                                       | ski alpin                                          | 1993      |
| Marielle Goitschel                                                        | ski alpin                                          | 1998      |
| Anna Gomis                                                                | lutte                                              | 2019      |
| Edgar Grospiron                                                           | ski acrobatique                                    | 2013      |
| Max Guazzini                                                              | rugby à XV                                         | 2024      |
| Brigitte Guibal                                                           | canoë-kayak                                        | 2023      |
| Irène Guidotti                                                            | basket-ball                                        | 2014      |
| Sylvain Guillaume                                                         | ski                                                | 2018      |
| Joseph Guillemot                                                          | athlétisme                                         | 1994      |
| Jacques Guittet                                                           | escrime                                            | 2015      |
| Fabrice Guy                                                               | combiné nordique                                   | 2015      |
| Jean-Jacques Guyon                                                        | sports équestres                                   | 2006      |
| Michel Haguenauer                                                         | tennis de table                                    | 1997      |
| Alphonse Halimi                                                           | boxe anglaise                                      | 1996      |
| Marcel Hansenne                                                           | athlétisme, journaliste                            | 1995      |
| Ignace Heinrich                                                           | athlétisme                                         | 1995      |
| Jean de Herdt                                                             | judo                                               | 1998      |
| Virginie Hériot                                                           | nautisme                                           | 1994      |
| Maurice Herzog                                                            | alpinisme                                          | 1994      |
| Béatrice Hess                                                             | natation handisport                                | 2015      |
| Michel Hidalgo                                                            | football, sélectionneur                            | 2015      |
| Bernard Hinault                                                           | cyclisme                                           | 2000      |
| Louis Hostin                                                              | haltérophilie                                      | 1994      |
| Maurice Houvion                                                           | athlétisme, entraîneur                             | 2010      |
| Muriel Hurtis                                                             | athlétisme                                         | 2020      |
| Michèle Jacot                                                             | ski alpin                                          | 2000      |
| Alexandre Jany                                                            | natation                                           | 1994      |
| Adolphe Jauréguy                                                          | rugby à XV                                         | 1994      |
| Michel Jazy                                                               | athlétisme                                         | 1993      |
| Sandra de Jenken Eversmann                                                | arbitre de tennis                                  | 2014      |
| Myriam Jérusalmi                                                          | canoë-kayak                                        | 2011      |
| Andrée Joly                                                               | patinage artistique (en couple avec Pierre Brunet) | 1994      |
| Pierre Jonquères d’Oriola                                                 | sports équestres                                   | 1994      |
| Robert Jonquet                                                            | football                                           | 2003      |
| André Jousseaume                                                          | sports équestres                                   | 1996      |
| Jean-Claude Killy                                                         | ski alpin                                          | 1993      |
| Raymond Kopa                                                              | football                                           | 1993      |
| Jacques Lacarrière                                                        | hockey sur glace, dirigeant                        | 2007      |
| Louis Lachenal                                                            | alpinisme                                          | 1995      |
| Catherine Lacoste                                                         | golf                                               | 1997      |
| René Lacoste                                                              | tennis                                             | 1993      |
| Simone Lacoste                                                            | golf                                               | 2001      |
| Léo Lacroix                                                               | ski alpin                                          | 2005      |
| Jules Ladoumègue                                                          | athlétisme                                         | 1993      |
| Britt Lafforgue                                                           | ski                                                | 2022      |
| Ingrid Lafforgue                                                          | ski                                                | 2020      |
| Denis Lalanne                                                             | journaliste                                        | 2014      |
| Jean-François Lamour                                                      | escrime                                            | 2008      |
| Bernard Lapasset                                                          | dirigeant                                          | 2014      |
| Roger Lapébie                                                             | cyclisme                                           | 1997      |
| Octave Lapize                                                             | cyclisme                                           | 1994      |
| Jean Laudet                                                               | canoé (en duo avec Georges Turlier)                | 2020      |
| Stéphane Lecat                                                            | natation                                           | 2022      |
| André Leducq                                                              | cyclisme                                           | 1993      |
| Janou Lefèbvre                                                            | sports équestres                                   | 1995      |
| Loïc Leferme                                                              | plongée en apnée                                   | 2024      |
| Lise Legrand                                                              | lutte                                              | 2023      |
| Suzanne Lenglen                                                           | tennis                                             | 1993      |
| Roger Lerou                                                               | rugby à XV, dirigeant                              | 1997      |
| Xavier Lesage                                                             | sports équestres                                   | 1995      |
| Émile Levassor                                                            | sport automobile                                   | 1997      |
| Félix Lévitan                                                             | journaliste                                        | 1999      |
| Pierre Lewden                                                             | athlétisme                                         | 1999      |
| Alain Lunzenfichter                                                       | journaliste écrivain                               | 2016      |
| Francis Luyce                                                             | natation, dirigeant                                | 1998      |
| Marc Madiot                                                               | cyclisme                                           | 2017      |
| Arthur Magakian                                                           | gymnastique                                        | 2009      |
| Jean-Claude Magnan                                                        | escrime                                            | 1997      |
| Antonin Magne                                                             | cyclisme                                           | 1995      |
| Joseph Mahmoud                                                            | athlétisme                                         | 2022      |
| Joseph Maigrot                                                            | athlétisme, entraîneur                             | 2001      |
| Bernard Malivoire                                                         | aviron                                             | 1998      |
| Claude Mandonnaud                                                         | natation                                           | 2006      |
| Roxana Maracineanu                                                        | natation                                           | 2020      |
| Jules Marcadet                                                            | athlétisme, dirigeant                              | 2002      |
| Jacques Marchand                                                          | journaliste                                        | 2011      |
| Roger Marche                                                              | football                                           | 1995      |
| Bruno Marie-Rose                                                          | athlétisme                                         | 2018      |
| Patrice Martin                                                            | ski nautique                                       | 2012      |
| Séra Martin                                                               | athlétisme                                         | 2000      |
| Marie Marvingt                                                            | omnisports                                         | 1995      |
| Armand Massard                                                            | tir, escrime, dirigeant                            | 1994      |
| Denis Masseglia                                                           | aviron, dirigeant                                  | 2022      |
| Arnaud Massy                                                              | golf                                               | 2009      |
| Simonne Mathieu                                                           | tennis                                             | 1995      |
| Étienne Mattler                                                           | football                                           | 1995      |
| Chantal Mauduit                                                           | alpinisme                                          | 1999      |
| Georges Mauduit                                                           | ski alpin                                          | 2002      |
| Pierre Mazeaud                                                            | alpinisme, dirigeant                               | 2008      |
| Gaston Mercier                                                            | aviron                                             | 1998      |
| Carole Merle                                                              | ski alpin                                          | 2016      |
| Gaston Meyer                                                              | journaliste                                        | 2000      |
| Lucien Mias                                                               | rugby à XV                                         | 1995      |
| Lucien Michard                                                            | cyclisme                                           | 1996      |
| Thierry Michaud                                                           | motocyclisme-trial                                 | 2014      |
| Roger Michelot                                                            | boxe anglaise                                      | 1997      |
| Alice Milliat                                                             | aviron                                             | 1998      |
| Alain Mimoun                                                              | athlétisme                                         | 1993      |
| Isabelle Mir                                                              | ski alpin                                          | 2004      |
| Jacques Monclar                                                           | basket-ball                                        | 2023      |
| Bernard Monnereau                                                         | aviron                                             | 1996      |
| Georges Monneret                                                          | motocyclisme                                       | 1996      |
| Mady Moreau                                                               | plongeon                                           | 2005      |
| Jacques Morel                                                             | aviron                                             | 2022      |
| Daniel Morelon                                                            | cyclisme                                           | 1994      |
| Sophie Moressée-Pichot                                                    | escrime, pentathlon moderne                        | 2015      |
| Alain Mosconi                                                             | natation                                           | 2004      |
| Jean-Jacques Mounier                                                      | judo                                               | 2018      |
| Michèle Mouton                                                            | sport automobile                                   | 2012      |
| Camille Muffat                                                            | natation                                           | 2017      |
| Eberhard Mund                                                             | aviron, dirigeant                                  | 2019      |
| Alfred Nakache                                                            | natation                                           | 1995      |
| Jean-Claude Nallet                                                        | athlétisme                                         | 2010      |
| Claude Netter                                                             | escrime                                            | 2006      |
| Paul Nicolas                                                              | football, dirigeant                                | 1996      |
| Christian Noël                                                            | escrime                                            | 2000      |
| Jules Noël                                                                | athlétisme                                         | 1998      |
| Philippe Omnès                                                            | escrime                                            | 2016      |
| Jean-Michel Oprendek                                                      | entraîneur d’escrime                               | 2017      |
| Henri Oreiller                                                            | ski alpin                                          | 1995      |
| Christian d’Oriola                                                        | escrime                                            | 1993      |
| Micheline Ostermeyer                                                      | athlétisme                                         | 1994      |
| Stéphane Ostrowski                                                        | basket-ball                                        | 2020      |
| Robert Oubron                                                             | cyclisme                                           | 2006      |
| Charles Pacôme                                                            | lutte                                              | 1996      |
| Henri Padou                                                               | natation                                           | 1994      |
| Nelson Paillou                                                            | handball, dirigeant                                | 2006      |
| Raoul Paoli                                                               | athlétisme, boxe, lutte, rugby à XV                | 2002      |
| Jean-Pierre Papin                                                         | football                                           | 2020      |
| Robert Paragot                                                            | alpinisme                                          | 2014      |
| Robert Parienté                                                           | journaliste                                        | 2007      |
| Bernard Pariset                                                           | judo                                               | 2006      |
| Angelo Parisi                                                             | judo                                               | 2004      |
| Georges Pecheraud                                                         | natation, dirigeant                                | 2018      |
| Michel Pécheux                                                            | escrime                                            | 2007      |
| Perrine Pelen                                                             | ski alpin                                          | 2011      |
| Nicole Péllissard-Darrigrand                                              | plongeon                                           | 2003      |
| Henri Pélissier                                                           | cyclisme                                           | 1993      |
| Patrick Péra                                                              | patinage artistique                                | 2023      |
| Marie-Josée Pérec                                                         | athlétisme                                         | 2015      |
| Young Perez                                                               | boxe anglaise                                      | 2007      |
| Guy Périllat                                                              | ski alpin                                          | 1997      |
| Lucien Petit-Breton                                                       | cyclisme                                           | 2004      |
| Georges Pfeifer                                                           | judo                                               | 2013      |
| Jean-Paul Pierrat                                                         | ski de fond                                        | 1999      |
| Claude Piquemal                                                           | athlétisme                                         | 2012      |
| Émile Pladner                                                             | boxe anglaise                                      | 1998      |
| Michel Platini                                                            | football                                           | 1999      |
| Catherine Plewinski                                                       | natation                                           | 2013      |
| Émile Poilvé                                                              | lutte                                              | 2000      |
| Raymond Pointu                                                            | athlétisme, personnalité                           | 2013      |
| Raphaël Poirée                                                            | biathlon                                           | 2016      |
| Paul Pons                                                                 | lutte                                              | 2003      |
| Jean-Michel Poulet                                                        | parachutisme                                       | 2017      |
| Raymond Poulidor                                                          | cyclisme                                           | 1994      |
| Jean Prat                                                                 | rugby à XV                                         | 1994      |
| Alain Prost                                                               | sport automobile, formule 1                        | 2010      |
| Puig-Aubert                                                               | rugby à XIII                                       | 1997      |
| Michel Rat                                                                | basket-ball                                        | 2024      |
| Gaston Rébuffat                                                           | alpinisme                                          | 1996      |
| Frantz Reichel                                                            | athlétisme, rugby à XV, dirigeant                  | 1994      |
| Thierry Rey                                                               | judo                                               | 2013      |
| Philippe Riboud                                                           | escrime                                            | 2007      |
| Georges Rigal                                                             | natation, dirigeant                                | 1995      |
| Antoine Rigaudeau                                                         | basket-ball                                        | 2017      |
| Élisabeth Riffiod                                                         | basket-ball                                        | 2017      |
| Charles Rigoulot                                                          | haltérophilie                                      | 1993      |
| Jules Rimet                                                               | football, dirigeant                                | 1994      |
| Jean-Pierre Rives                                                         | rugby à XV                                         | 2005      |
| Roger Rivière                                                             | cyclisme                                           | 1995      |
| Jean Robic                                                                | cyclisme                                           | 1999      |
| Daniel Robin                                                              | lutte                                              | 1995      |
| Jean-Christophe Rolland                                                   | aviron (en duo avec Michel Andrieux)               | 2019      |
| Jean-Luc Rougé                                                            | Judo                                               | 2003      |
| Max Rousié                                                                | rugby à XIII                                       | 1999      |
| Florian Rousseau                                                          | cyclisme                                           | 2012      |
| Michel Rousseau                                                           | cyclisme                                           | 2009      |
| Karine Ruby                                                               | snowboard                                          | 2016      |
| Gérard Saillant                                                           | dirigeant                                          | 2022      |
| Georges de Saint-Clair                                                    | athlétisme, dirigeant                              | 2000      |
| Yves Saint-Martin                                                         | sport hippique                                     | 2000      |
| Raymond Salles                                                            | aviron                                             | 1998      |
| Bernard Schmetz                                                           | escrime                                            | 2009      |
| Alfred Schoebel                                                           | natation                                           | 2008      |
| Jacques Secrétin                                                          | tennis de table                                    | 2006      |
| Jean Séphériades                                                          | aviron                                             | 1994      |
| Henri Sérandour                                                           | natation, dirigeant                                | 2010      |
| Annette Sergent                                                           | athlétisme                                         | 2005      |
| Victor Sillon                                                             | athlétisme                                         | 2008      |
| Yannick Souvré                                                            | basket-ball                                        | 2013      |
| Walter Spanghero                                                          | rugby à XV                                         | 2003      |
| Georges Speicher                                                          | cyclisme                                           | 2001      |
| Éric Srecki                                                               | escrime                                            | 2010      |
| Alphonse Steinès                                                          | cyclisme, journaliste sportif                      | 2010      |
| Florence Steurer                                                          | ski alpin                                          | 2007      |
| Philippe Streiff                                                          | course automobile, personnalité                    | 2012      |
| Éric Tabarly                                                              | nautisme                                           | 1994      |
| Jean Taris                                                                | natation                                           | 1993      |
| Lionel Terray                                                             | alpinisme                                          | 1994      |
| Charles Terront                                                           | cyclisme                                           | 1997      |
| Bernard Thévenet                                                          | cyclisme                                           | 2009      |
| Marcel Thil                                                               | boxe anglaise                                      | 1993      |
| Jean Todt                                                                 | dirigeant du sport automobile                      | 2020      |
| Jocelyne Triadou                                                          | judo                                               | 2010      |
| Pascale Trinquet                                                          | escrime                                            | 2003      |
| Georges Turlier                                                           | canoë (en duo avec Jean Laudet)                    | 2020      |
| Jean Urruty                                                               | pelote basque                                      | 1995      |
| Patrick Vajda                                                             | escrime arbitre                                    | 2009      |
| Dominique Valera                                                          | karaté                                             | 2022      |
| Georges Vallerey                                                          | natation                                           | 2001      |
| Murielle van de Cappelle                                                  | escrime handisport                                 | 2023      |
| Alexis Vastine                                                            | boxe                                               | 2019      |
| Jacqueline Vaudecrane                                                     | patinage artistique                                | 1996      |
| Paul-Émile Victor                                                         | scientifique                                       | 1998      |
| Tola Vologe                                                               | athlétisme, hockey sur gazon, tennis de table      | 1996      |
| Jean Vuarnet                                                              | ski alpin                                          | 1996      |
| Isabelle Wendling                                                         | handball                                           | 2018      |
| Jean-Pierre Wimille                                                       | sport automobile                                   | 1996      |
| Gilles Zok                                                                | canoë-kayak                                        | 2009      |

À noter l'absence d'arbitre jusqu'en 2009 dans cette sélection et de l'inclusion de quelques personnalités n'ayant pas de liens évidents avec le monde sportif (l'exploratrice Alexandra David-Néel ou le scientifique Paul-Émile Victor par exemple). Comme toutes listes de sélections, certaines présences et absences étonnent tandis que la répartition entre les disciplines apparaît déséquilibrée en privilégiant clairement les sports individuels (handball : personne avant 2011 ; volley-ball : 1 joueur). 
Parmi les disciplines les plus représentées, citons l'athlétisme, le cyclisme, l'escrime, le ski alpin, le rugby à XV, le football, la natation, le tennis, l'alpinisme, l'aviron, l'aviation, la boxe anglaise, le patinage artistique, la lutte, le judo, le canoë-kayak et le basket-ball ainsi qu'une quarantaine de dirigeants, d'entraîneurs, de personnalités et de journalistes, allant, par ordre alphabétique, de Jacques Augendre à Jacqueline Vaudecrane. Élu en 2008, André Boniface refuse la distinction parce que Jean Gachassin ne figure pas sur la liste.

## Dernières promotions

### Promotion 2009
La cérémonie d'admission se tient le 30 novembre 2009 au siège du CNOSF, à Paris. Pour la première fois, un arbitre est honoré. Neuf personnalités du sport sont admises :
- Yves Bergougnan (rugby à XIII et XV) ;
- Danièle Debernard (ski alpin) ;
- Arthur Magakian (gymnastique) ;
- Arnaud Massy (golf) ;
- Michel Rousseau (cyclisme) ;
- Bernard Schmetz (escrime) ;
- Bernard Thévenet (cyclisme) ;
- Patrick Vajda (escrime, arbitre) ;
- Gilles Zok (canoë-kayak).

### Promotion 2010
La cérémonie d'admission se tient le 29 novembre 2010 au siège du Comité national olympique et sportif français (CNOSF), à Paris. Dix personnalités du sport sont admises :
- Félicia Ballanger (cyclisme) ;
- Robert Christophe (natation) ;
- Renée Garilhe (escrime) ;
- Maurice Houvion, entraîneur d'athlétisme (saut à la perche) ;
- Jean-Claude Nallet (athlétisme) ;
- Alain Prost (formule 1) ;
- Henri Sérandour (dirigeant) ;
- Éric Srecki (escrime) ;
- Alphonse Steinès, journaliste sportif (cyclisme) ;
- Jocelyne Triadou (judo).

### Promotion 2011
Les dix membres composant la promotion 2011 sont récompensés le 28 novembre 2011 à la Maison du sport français :
- Isabelle Autissier (aventure);
- Jean-Paul Coche (judo);
- Daniel Costantini (handball) ;
- Richard Dacoury (basket-ball) ;
- Maxime Dorigo (basket-ball) ;
- Adrien Duvillard (père) (ski) ;
- Maurice Gicquel (alpinisme) ;
- Myriam Jérusalmi (canoë-kayak) ;
- Jacques Marchand (personnalité) ;
- Perrine Pelen (ski).

### Promotion 2012
Les dix membres composant la promotion 2012 sont récompensés le 26 novembre 2012 à la Maison du sport français :
- Jean-Claude Brondani (judo) ;
- Roger Closset (escrime) ;
- Jean Cottard (escrime, entraîneur) ;
- Brigitte Deydier (judo) ;
- Hervé Dubuisson (basket-ball) ;
- Patrice Martin (ski nautique) ;
- Michèle Mouton (sport automobile) ;
- Claude Piquemal (athlétisme) ;
- Florian Rousseau (cyclisme) ;
- Philippe Streiff (course automobile, personnalité).

### Promotion 2013
Les dix membres composant la promotion 2013 sont récompensés le 26 novembre 2013 à la Maison du sport français :
- Jean-Paul Beugnot (basket-ball) ;
- Jean Djorkaeff (football) ;
- Jacques Fouroux (rugby à XV) ;
- Jean-Philippe Gatien (tennis de table) ;
- Edgar Grospiron (ski de bosses) ;
- Georges Pfeifer (judo) ;
- Catherine Plewinski (natation) ;
- Raymond Pointu (athlétisme, personnalité) ;
- Thierry Rey (judo) ;
- Yannick Souvre (basket-ball).

### Promotion 2014
Les huit membres composant la promotion 2014 sont  :
- Luc Alphand (ski alpin) ;
- Sandra de Jenken Eversmann (arbitre de tennis) ;
- Jean Galfione (saut à la perche) ;
- Irène Guidotti (basket-ball) ;
- Thierry Michaud (motocyclisme-trial) ;
- Robert Paragot (alpinisme) ;
- Denis Lalanne (journaliste sportif et écrivain) ;
- Bernard Lapasset (ancien président de la Fédération française de rugby (FFR), président de l’International Rugby Board, président du Comité français du sport international).

### Promotion 2015
Les neuf membres composant la promotion 2015 sont :
- Jacques Augendre (écrivain/journaliste spécialiste cyclisme) ;
- Alain Feuillette (canoë-kayak) ;
- Jacques Guittet (escrime) ;
- Fabrice Guy (combiné nordique) ;
- Béatrice Hess (natation handisport)
- Michel Hidalgo (sélectionneur de football) ;
- Sophie Moressée-Pichot (escrime/pentathlon moderne) ;
- Marie-José Pérec (athlétisme) ;
- l'équipe de France masculine de handball de 1995 (« les Barjots ») (handball).

### Promotion 2016
Les neuf membres composant la promotion 2016 sont :
- Joël Bouzou (pentathlon, président de Peace and Sport) ;
- Jacques Cachemire (basket-ball) ;
- Stéphane Diagana (athlétisme) ;
- Alain Lunzenfichter (journaliste écrivain) ;
- Carole Merle (ski alpin) ;
- Philippe Omnès (escrime) ;
- Raphaël Poirée (biathlon) ;
- Karine Ruby (snowboard), à titre posthume ;
- l’équipe de France de vol relatif à 4 sur la période 1986-1994 (parachutisme).

### Promotion 2017
Les neuf membres composant la promotion 2017 sont :
- Manuel Amoros (football) ;
- Jacques Ferran : journaliste à L’Équipe, co-fondateur de la Coupe d’Europe de football ;
- Marc Madiot (cyclisme) ;
- Camille Muffat (natation), à titre posthume ;
- Jean-Michel Oprendek : entraineur d'escrime ;
- Jean-Michel Poulet (parachutisme) ;
- Élisabeth Riffiod (basket-ball) ;
- Antoine Rigaudeau (basket-ball) ;
- l’équipe de France mixte de ski alpin 1966 à Portillo.

### Promotion 2018
Les neuf membres composant la promotion 2018 sont,, :
- Élie Brousse (rugby à XIII) ;
- Jean Degros (basket-ball) ;
- Henri Foures (dirigeant en rugby à XV) ;
- Sylvain Guillaume (ski) ;
- Bruno Marie-Rose (athlétisme) ;
- Jean-Jacques Mounier (judo) ;
- Georges Pecheraud (dirigeant en natation) ;
- Isabelle Wendling (handball) ;
- l’équipe de France masculine de football championne olympique à Los Angeles en 1984.

### Promotion 2019
La promotion 2019 est composée de neuf sportifs, deux dirigeants et une équipe : 
- Michel Andrieux et Jean-Christophe Rolland (aviron en duo) ;
- Florence Arthaud (navigation) ;
- Henry Boerio (gymnastique) ;
- François Bonlieu (ski) ;
- Urbain Cazaux (dirigeant de ski) ;
- Isabelle Fijalkowski (basket-ball) ;
- Alain Giresse (football) ;
- Anna Gomis (lutte) ;
- Eberhard Mund (dirigeant d'aviron) ;
- Alexis Vastine (boxe);
- l'équipe du Clermont Université Club (basket-ball).

### Promotion 2020
La 28e promotion (décernée en décembre 2021 en raison de la pandémie de Covid-19) est composée de dix sportifs, un dirigeant et une équipe :
- Georges Aillères (rugby à XIII) ;
- Fred Arroyo (volley-ball) ;
- David Douillet (judo) ;
- Muriel Hurtis (athlétisme) ;
- Ingrid Lafforgue (ski) ;
- Jean Laudet et Georges Turlier(canoë en duo) ;
- Roxana Maracineanu (natation) ;
- Stéphane Ostrowski (basket-ball) ;
- Jean-Pierre Papin (football) ;
- Jean Todt (dirigeant du sport automobile) ;
- l'équipe de France de rugby à XV de  1977.

### Promotion 2022
La promotion 2022 est composée de 8 sportifs et 2 dirigeants.   :
- Catherine Arnaud (judo) ;
- Michel Chapuis (canoë-kayak)[18] ;
- Britt Lafforgue (ski alpin) ;
- Jean-Pierre Garuet-Lempirou (rugby à XV) ;
- Stéphane Lecat (natation)[19] ;
- Joseph Mahmoud (athlétisme) ;
- Jacques Morel (aviron)[20] ;
- Denis Masseglia (aviron)[20] ;
- Gérard Saillant ;
- Dominique Valera (karaté).

### Promotion 2023
La promotion 2023 est composée de 10 sportifs ou personnalités et 1 équipe, :
- Pierre Coquand (volley-ball) ;
- Roger Couderc (journaliste spécialiste rugby) ;
- Lucie Décosse (judo) ;
- Pierre Durand (équitation) ;
- Françoise Dürr (tennis) ;
- Brigitte Guibal (canoë-kayak) ;
- Lise Legrand (lutte) ;
- Jacques Monclar (basket) ;
- Patrick Péra (patinage artistique) ;
- Murielle van de Cappelle (escrime handisport) ;
- équipe de France d'aviron aux championnats du monde d'aviron 1993.

### Promotion 2024
La promotion 2024 est composée de 6 sportifs, 1 personnalité et 1 équipe :
- Tony Estanguet (canoë-kayak) ;
- Guy Forget (tennis) ;
- André Bourreau (judo) ;
- Pascal Gentil (taekwondo) ;
- Michel Rat (basket-ball) ;
- Loïc Leferme (apnée) ;
- Max Guazzini (rugby à XV) ;
- équipe de France féminine de biathlon médaillée d'or aux Jeux olympiques d'hiver de 1992, composée d'Anne Briand-Bouthiaux, Véronique Claudel et Corinne Niogret.